# Lepisosteus
Lepisosteus' é um dos dois únicos gêneros vivos conhecidos classificados na ordem Lepisosteiphorma. São encontrados apenas em rios e lagos de águas tranquilas da América central (México e Guatemala). São considerados espécies primitivas de peixes.\
São predadores, possuem os corpos alongados e escamas grossas. Podem chegar a até 45 kg.
São chamados popularmente de peixes-lagartos devido a "semelhança" do focinho entre as duas espécies animais.

## Espécies
São classificadas quatro espécies neste gênero:
- Lepisosteus oculatus
- Lepisosteus osseus
- Lepisosteus platostomus
- Lepisosteus platyrhynchus